# Chemises bleues (Chine)
Pour les articles homonymes, voir Chemises bleues.
La Société des Chemises Bleues (Chinois : 藍衣社, Piyin : Lanyishe, abrégée en SCB), résumée en Chemises Bleues, mais aussi connue comme la Société de pratique des trois principes du peuple, la Société d'Encouragement Spirituel ou encore la Société de la Reconstruction Chinoise, est une organisation fasciste active en Chine de 1932 à 1938. Elle est une émanation de l'une des factions du Guomindang, la clique de Whampoa, elle-même formée d'anciens étudiants de l'académie militaire de Whampoa.
Les Chemises bleues sont organisées en 1932 par un groupe de jeunes officiers, au nombre desquels Dai Li, issus de l'académie militaire de Whampoa, en réaction à l'invasion de la Chine par les Japonais et à l'influence communiste dans la société. L'organisation est soutenue par le Guomindang et son chef Tchang Kaï-chek. Sa structure, en trois niveaux, est pyramidale. Son idéologie est inspirée de celle du fascisme italien et du parti nazi : culte du chef, nationalisme, antilibéralisme, anti-individualisme. Les Chemises bleues jouent un rôle important dans l'encadrement idéologique de l'armée nationaliste, ainsi qu'au sein de la police. Elles fournissent des cadres au Mouvement de la nouvelle vie, lancé en 1934 par Tchang et Song Meiling.

## Origine et développement
Les chemises bleues sont créées en 1932 par le président du Guomindang Tchang-Kai-Shek, elle se compose notamment d'officier de l'armée nationaliste issus de l'académie militaire de Whampoa. D'abord un petit groupe discret, son influence et son contrôle va s'accroitre dans la société chinoise durant la décennie de Nankin,. D'après l'historien Jeffrey Crean, le mouvement des chemises bleues est resté minoritaire dans les vastes zones rurales, n'atteignant que 10 000 membres en 1935. En dépit de ce petit nombre, son ancrage dans les groupes de pouvoirs lui offre un certaine influence. En plus de son relativement faible nombre de membres, l'adhésion est secrète. 
"En vue d'atteindre l'objectif de renverser immédiatement les influences féodales, d'exterminer les bandits rouges et de faire face aux insultes étrangères, les membres de la Société des chemises bleues doivent mener en secret leurs activités dans les différentes provinces, à Xian et dans les villes, à l'exception du siège central du Guomindang et des autres organes politiques dont le travail doit être exécuté de manière officielle.

## Idéologie et actions
Le mouvement des chemises bleues tire de nombreuses inspirations des mouvements fascistes européens des années 20 et 30, appuyant notamment son nom sur les chemises brunes nazi de la SA et les chemises noires fascistes de Mussolini. Le manque d'ancrage populaire, tant par le manque général d'adhérents que par l'élitisme social limite néanmoins les comparaisons avec les organisations de masses citées. L'encadrement de cette faction interne du Guomindang se fait par le conseiller Hermann Kriebel, un conseiller Nazi en Chine.
Sa structure, en trois niveaux, est pyramidale. Son idéologie est inspirée de celle du fascisme italien et du parti nazi : culte du chef, nationalisme, antilibéralisme, anti-individualisme. Les chemises bleues forment une élite politique et militaire du Guomindang pro-Tchang-Kai-Shek, soutenant son pouvoir et luttant contre ses opposants démocrates ou communistes. L'assassinat politique est l'un des moyens d'action des Chemises bleues. Ces hommes forment le noyau dur des soutiens de Tchang-Kai-Shek, composant le "Bureau militaire d'enquête et de statistiques", la police secrète du Guomindang dirigée par Dai Li.
Les historiens Paul Jackson et Cyprian Balmires ont classé la société des chemises bleues comme un groupe ultranationaliste « fasciste » plutôt que comme un groupe « fasciste ». Pour le sinologue Simon Leys, l'idéologie des Chemises bleues est similaire à celle des gardes rouges de la révolution culturelle : culte du chef, anti-intellectualisme et valorisation du travail manuel, xénophobie et anti-impérialisme.